# Aldo Bahamonde
Pour les articles homonymes, voir Bahamonde.
 (avril 2015).
 (avril 2015).
Aldo Bahamonde Rojas, né à Santiago, au Chili, le 14 mai 1963, est un peintre et sculpteur chilien vivant en Espagne depuis 1984.

## Biographie
Fils de William et Norma, Aldo Bahamonde est né à Santiago du Chili en 1963. À l'âge de 21 ans, il décide d'aller à Madrid pour étudier les beaux-arts à l’Université complutense. Il se lie d’amitié avec le peintre réaliste Guillermo Muñoz Vera, qui lui apporte un soutien important dans le développement de sa carrière. En 1988, Aldo Bahamonde commence à peindre et inaugure une exposition de dessins à l’Assemblée de Madrid. En 1990, il rejoint le groupe de peintres « Galerie Sammer » et travaille avec eux jusqu'en 1994.
En 1991 naît sa fille, Lucie : elle servira de modèle pour une partie importante de son travail. En 1994, il s’installe à Tenerife pour produire une collection de plus de quarante œuvres (peintures à l'huile, dessins, sculptures et gravures), comme un portrait de l’île, pour un projet. En 1998, il retourne à Madrid et collabore avec le Musée d’art contemporain de Torrelaguna, avec lequel il va travailler jusque début 2005. Durant cette période, son fils Lucas, naît et réveille dans la peinture d'Aldo Bahamonde un thème différent[Lequel ?] du travail précédent. 
En 2008, il fait don d’un portrait du président Salvador Allende au Palais de La Moneda (siège du gouvernement du Chili), où il fut invité pour l’ouverture et l’inauguration du salon blanc, qui a été restauré pour commémorer la mort du président en 1973.
Le travail d'Aldo Bahamonde se situe dans la lignée du mouvement réaliste. Il montre également un goût particulier pour la peinture italienne du « Cinquecento ».
 
Aldo Bahamonde a pour thèmes principaux la figure humaine et le portrait, mais s'intéresse également aux natures mortes, aux intérieurs et aux paysages.

## Expositions en vedette
- 1988 : Tres Artistas, Tres Visiones. Assemblée de Madrid. Madrid, Espagne.
- 1989 : V Cita con el Dibujo. Galerie Alfarma, Madrid, Espagne.
- 1989 : Colectiva 89 Sammer Gallery. Madrid, Espagne.
- 1989 : Figuras. Galerie de figures, Madrid, Espagne.
- 1990 : Encuentros de la Realidad. Sammer Gallery, Madrid, Espagne.
- 1991 : Arte Joven de Chile. Exposition itinérante en Espagne.
- 1991 : Primera Muestra de Arte de la Asociación Iberoamericana Simón Bolivar Castellón, Espagne.
- 1992 : Tres artistas, tres visiones Santiago du Chili - Santiago Ville Hôtel de Ville (ouverts par Son Altesse Royale le Prince des Asturies Don Felipe de Borbón).
- 1992 : "Dos Pintores Chilenos en España. Centre culturel Rozas, Madrid, Espagne.
- 1992 : Pintores Latinoamericanos en España. Fondation Casa Galicia. Saint Jacques de Compostelle, en Espagne.
- 1993 : De la tauromaquia. Milestone sécurité, Saragosse, Espagne.
- 1993 : Colectiva" Galerie Gaudí. Madrid, Espagne.
- 1994 : ARCO’94. Galerie Sud. Uruguay, Madrid, Espagne.
- 1994 : Colectiva. Galerie Cartel, Grenade, Espagne.
- 1994 : Colectiva. Aitor Undagarín, Vitoria, Espagne.
- 1994 : Aldo Bahamonde. Sammer Gallery, Marbella, Espagne.
- 1995 : Colectiva. Galerie d'affiches, Grenade, Espagne.
- 1995 : Aldo Bahamonde. Rincon del Arte, La Corogne, en Espagne.
- 1995 : Aldo Bahamonde. Sammer Gallery, Ségovie, en Espagne.
- 1996 : Artistas Chilenos en España. Hall Stables Casa de America, Madrid, Espagne.
- 1996 : De la abstracción, la figuración y el realismo. Madrid, Casa de Vacas (Parque del Retiro);
- 1999 : 1er prix au IVe Salon International des Arts Plastiques D'ACEA'S, Barcelone '99. Barcelone, Espagne.
- 2000 : Pintores Chilenos Contemporáneos en España. Museo Nacional Centro de Arte Reina Sofía, Madrid, Espagne.
- 2004 : Mirando a Neruda. Museo de America, Madrid, Espagne.
- 2004 : Imagen de un Centenario NERUDA. Madrid Espagne, (Museo de América).
- 2005 : Pintores Chilenos Contemporáneos de la 2ª. Mitad del Siglo XX. Museo de America, Madrid, Espagne.
- 2008 : Ouverture en septembre du Salon Blanc « Salvador Allende » (bureaux et salle de pause restauré en commémoration de l'ancien président) dans le palais de la Monnaie (siège du gouvernement du Chili) où un portrait du président Allende se bloque, peint par cet auteur en 2002 et qui fait partie à côté de l'espace qui se compose du patrimoine historique et culturel du Chili.
- 2011 : MEAM. Musée Européen d'Art Moderne, collection permanente, Barcelone en Espagne.
- 2011 : International Art Fair de Shanghai. Shanghai, en Chine.
- 2012 : Fondation d'épargne d’Aragon. Saragosse, Huesca, Calatayud, Espagne.
- 2014 : Propiedad de los ojos. Casa de Vacas (Parque del Retiro), Exposition avec Javier Herreros de Tejada, Madrid, Espagne.
- 2014 : Homenaje a Premios Cervantes. Instituto Cervantes, Madrid, Espagne.